# Karin Volo
Karin Volo, född 15 mars 1968, är en svensk författare och ledarskapskonsult.

## Biografi
Volo är född i Mexiko, uppväxt i USA och (2015) bosatt i Stockholm.
Volo blev 2006 häktad i USA misstänkt för grovt bedrägeri i samband med brott som hennes före detta man begått i Mexico. USA kom sedan att hålla henne i förvar i San Diego för den mexikanska statens räkning i nästan 4 år. Förhållandena i häktet var svåra, med fyra personer boende i en cirka tio kvadratmeter stor cell, med toalettstol mitt i rummet - synlig för alla. Så småningom lades åtalet ner, och hon lämnade häktet 2010 som oskyldig, men utan skadestånd eller ursäkt. Hon har sedan beskrivit sin tid i häktet i boken Från galler till glädje: en livsresa genom 1352 dagar. 
Volo uthärdade genom att hitta olika tekniker som fick henne att ta sig igenom dagarna. Hon yogade, läste böcker om psykologi, filosofi, historia, religiösa skrifter och testade olika metoder i självhjälpsböcker. 
Volo och hennes make Sergio Volo har därefter försökt dra nytta av den mentala styrka de byggde upp under tiden som åtskiljda, och gett ut en gemensam bok om att bygga engagemang i företag. Boken "Engage!" bygger på samtal och intervjuer med medarbetare, vd:ar och grundare vid 15 företag.
Volo var värd för Sommar i P1 den 21 juli 2015.